# La scommessa - Una notte in corsia
La scommessa - Una notte in corsia è un film di genere commedia nera del 2024 scritto e diretto da Giovanni Dota, con protagonisti Carlo Buccirosso e Lino Musella.

## Trama
Angelo e Salvatore sono due infermieri di Napoli che, svogliati e annoiati, stanno svolgendo il turno notturno di ferragosto. Ad un certo punto viene ricoverato un anziano signore, il signor Caputo, che dopo anni di salute precaria ha subito un grave ictus che lo ha ridotto in fin di vita. I due infermieri decidono di fare una scommessa sulla sopravvivenza dell'anziano paziente: Angelo sostiene che non supererà la notte, Salvatore invece è convinto che sopravvivrà.
Inizia così una notte in cui i due cercano in tutti i modi di ottenere la vittoria, anche con l'inganno e forzando la salute del signor Caputo. Nel frattempo fuori dal reparto li aspettano i figli del paziente e la gelosa moglie di Angelo.
Poco prima della scadenza della scommessa, Caputo si risveglia e rivela ai due protagonisti di aver sentito ogni loro parola e di avere intenzione di denunciarli. Angelo e Salvatore, allora, pianificano di sopprimerlo, ma prima di riuscirci il malcapitato paziente, allergico alla frutta secca, muore per uno shock anafilattico per aver bevuto un caffè nocciolato. 
Angelo vince la sfida e i due colleghi staccano dal turno, mentre l'ospedale viene invaso di conoscenti del deceduto furiosi e i due infermieri decidono di scommettere nuovamente sulla vita di un'altra paziente.

## Distribuzione
Il film, distribuito da I Wonder Pictures e Rai Cinema è uscito nelle sale italiane il 12 settembre 2024.